# Ульріх Клеманн
Ульріх Клеманн (нім. Ulrich Kleemann; нар. 23 березня 1892, Бад-Лангензальца, Тюрингія — пом. 1 січня 1963, Оберурзель, Гессен) — німецький воєначальник часів Третього Рейху, генерал танкових військ (1944) Вермахту. Кавалер Лицарського хреста Залізного хреста з Дубовим листям (1943).

## Біографія
Учасник Першої світової війни. Після демобілізації армії залишений у рейхсвері, служив у кавалерії. З 1 жовтня 1934 року — командир 1-го дивізіону кавалерійського полку «Ерфурт», який 15 жовтня 1935 року був перетворений на 1-й стрілецький мотоциклетний батальйон. З 1 січня 1938 року — командир 3-го стрілецького полку. Учасник Польської кампанії. З січня 1940 року командував 3-ю стрілецькою бригадою 3-ї танкової дивізії. Учасник німецько-радянської війни у складі групи армій «Центр». З 29 квітня по 8 вересня 1942 року — командир 90-ї легкої африканської дивізії, яка воювала в Північній Африці. В листопаді 1942 року зарахований у резерв. З 28 травня 1943 року — командир штурмової дивізії «Родос». Був поранений і після одужання 2 вересня 1944 року призначений командиром 4-го танкового корпусу, 27 листопада — танкового корпусу «Фельдгеррнгалле». В кінці війни корпус бився проти 8-ї армії союзників 8 травня 1945 року капітулював. В 1947 році звільнений. Загинув в автокатастрофі.

## Нагороди
- Залізний хрест
  - 2-го класу (26 жовтня 1914)
  - 1-го класу (8 липня 1918)
- Орден Церінгенського лева, лицарський хрест 2-го класу з мечами
- Медаль «За відвагу» (Гессен)
- Нагрудний знак «За поранення» в чорному
- Почесний хрест ветерана війни з мечами
- Пам'ятна військова медаль (Австрія) з мечами
- Медаль «За вислугу років у Вермахті» 4-го, 3-го, 2-го і 1-го класу (25 років)
- Застібка до Залізного хреста
  - 2-го класу (19 вересня 1939)
  - 1-го класу (25 жовтня 1939)
- Лицарський хрест Залізного хреста з дубовим листям
  - лицарський хрест (13 жовтня 1941)
  - дубове листя (№ 304; 16 вересня 1943)
- Нарукавна стрічка «Африка»
- Відзначений у Вермахтберіхт (28 жовтня 1944)